# Gertrude B. Elion
Gertrude Belle Elion, ameriška biokemičarka, farmakologinja in akademičarka, nobelovka, * 23. januar 1918, New York, Združene države Amerike, † 21. februar 1999, Chapel Hill, Severna Karolina, ZDA.
Svojo kariero je posvetila purinom in njihovim analogom ter njihovem kemoterapevtskem potencialu. Iznašla je dve od najzgodnejših učinkovin za zdravljenje levkemije, tiogvanin in merkaptopurin, ter številne snovi za zaviranje razmnoževanja patogenov. Za odkritje novih načinov zdravljenja si je leta 1988 z Jamesom Blackom in Georgeom Hitchingsom razdelila Nobelovo nagrado za fiziologijo ali medicino.

## Življenjepis
Njen oče, zobozdravnik, je bil priseljenec iz Litve, mati pa je v ZDA prišla s Poljske. Na njeno usmeritev je najbolj vplivala prigoda s starim očetom, ki je v mukah umrl za rakom, ko je bila najstnica. Takrat se je odločila, da bo postala znanstvenica in poiskala zdravilo za raka, zato je vpisala študij kemije na Hunterjevem kolidžu (del Mestne univerze New Yorka) in diplomirala leta 1937. Družina ji zaradi skromnega finančnega stanja ni mogla omogočiti podiplomskega študija, hkrati pa kot ženska ni mogla dobiti zaposlitve v stroki, ki je bila takrat še izrazito moška domena. Tako se je zaposlila kot učiteljica in čez nekaj časa sprejela še neplačano prakso pri kemiku, da ni izgubila stika s področjem. Nato je ob delu vpisala še magistrski študij na Univerzi v New Yorku in ga končala leta 1941.
Šele zaradi pomanjkanja strokovnega osebja, ko so bili številni možje vpoklicani za boj v drugi svetovni vojni, so se odprle priložnosti na tem področju tudi za ženske. Gertrude Elion je najprej dobila delo v kemični analizi prehrambenih izdelkov, vendar je bila bolj ambiciozna in se je prijavila na razpis za asistentko v podjetju Burroughs Wellcome, pri Georgeu Hitchingsu, ki je želel razvijati učinkovine z zaviralnim delovanjem na sintezo DNK. Natančna zgradba DNK takrat še ni bila poznana, znani pa so bili gradbeni elementi, zato si je Hitchings domislil, da bi poskušal razviti kemične antagoniste purinov ali njihovega prekurzorja, folne kisline. Ona pred tem še slišala ni za pirimidine ali purine, a se je jih naučila sintetizirati v laboratoriju in s kemično modifikacijo spreminjati njihovo zgradbo, nato pa v kulturi bakterije Lactobacillus casei preizkušati, ali delujejo in na katero fazo sinteze DNK delujejo. Leta 1949 ji je uspelo sintetizirati purinski analog, ki je zavrl napredovanje levkemije pri poskusnih miših in kmalu zatem še pri človeških poskusnih subjektih. Ta je kasneje predstavljal osnovo za razvoj 6-merkaptopurina, s katerim še danes zdravijo nekatere vrste raka.
Kasneje je vpisala izredni doktorski študij na Brooklynski politehniki, kjer pa ni opravila obveznosti. Po dveh letih, ko bi se morala popolnoma posvetiti doktoratu, se je rajši odločila za nadaljevanje dela pri Burroughs Wellcome. Poleg tega ji je Hitchings dejal, da za to, kar že dela, ne potrebuje doktorata. Pri Burroughs Wellcome je ostala vso svojo kariero, do upokojitve leta 1983, in napredovala do položaja vodje oddelka za eksperimentalno terapijo. Bila je avtorica 45 patentov za učinkovine za zdravljenje herpesa (aciklovir), levkemije, malarije (pirimetamin), putike (alopurinol) in okvar imunskega sistema ter za imunosupresive.
Tudi po upokojitvi je ostala aktivna kot svetovalka pri podjetju (danes del korporacije GlaxoSmithKline), pa tudi pri Svetovni zdravstveni organizaciji, Ameriškem združenju za raziskave raka in drugih organizacijah. Med drugim je imela svetovalno vlogo pri projektu razvoja azidotimidina (zidovudina), prvega odobrenega zdravila za zdravljenje okužbe z virusom HIV.
Delala je praktično do konca življenja. Nikoli se ni poročila ali imela otrok, v prostem času pa se je najraje ukvarjala z glasbo, pohodništvom in fotografijo.

## Priznanja
Za svoje delo je prejela številna priznanja, med njimi tretjino Nobelove nagrade za fiziologijo ali medicino (1988) in Nacionalno medaljo znanosti (1991). Nobelovo nagrado si je delila s svojim nadrejenim, Georgeom Hitchingsom, in Jamesom Blackom, ki je prav tako razvijal nove načine zdravljenja. Podelitev nagrade trem raziskovalcem iz industrije je redkost, prav tako je redkost, da jo prejme ženska in oseba brez doktorata znanosti kot v primeru Gertrude Elion.
Sprejeta je bila tudi za članico Ameriške akademije umetnosti in znanosti in tujo članico britanske Kraljeve družbe. 23 univerz ji je podelilo častne doktorate.